# Saint-Dizier-les-Domaines
 Saint-Dizier-les-Domaines  là một xã thuộc tỉnh Creuse trong vùng Nouvelle-Aquitaine miền trung nước Pháp. Xã này nằm ở khu vực có độ cao trung bình 330 mét trên mực nước biển.
Sông Petite Creuse tạo thành một phần ranh giới đông nam thị trấn.